# Буркард з Вюрцбурга
Буркард з Вюрцбурга (Burgheard; 684, Англія — 754 Баварія) — бенедиктинець, місіонер, перший єпископ Вюрцбурга (741–754), святий католицької церкви.
Він був англосаксом, який пішов з Англії після смерті своїх батьків і приєднався до Боніфація в своїх місіонерських роботах, через деякий час після 732 року. Його посвячення не могло відбутися пізніше літа 741 року, оскільки восени того ж року його було задокументовано як єпископа на освяченні Віллібальда з Айхштедта.
Папа Захарій підтвердив нове єпископство в 743 році. Бурхард знову з'являється як член першої німецької ради в 742 році, а також як посланець до Риму від Боніфація в 748 році.

## Інтернет-ресурси
- http://www.weyer-neustadt.de/content/DesktopDefault.aspx?tabid=180 [Архівовано 10 січня 2015 у Wayback Machine.]
- Burkard in der Frieschen Chronik [Архівовано 23 січня 2019 у Wayback Machine.]
- Biography «St. Burchard of Würzburg» (englisch) [Архівовано 4 березня 2016 у Wayback Machine.]